# Rhodocosmaria occidentalis
Rhodocosmaria occidentalis är en fjärilsart som beskrevs av Diakonoff 1973. Rhodocosmaria occidentalis ingår i släktet Rhodocosmaria och familjen vecklare. Inga underarter finns listade i Catalogue of Life.